# Lumumba (banda)
Lumumba es un trío argentino de reggae formada a mediados de la década de 1990.

## Historia
La banda se creó gracias a Fidel Nadal ya que siempre estuvo arraigado al reggae y su amigo Pablo Molina gran cantante.
Lleva el nombre en homenaje a Patrice Lumumba (el asesinado héroe de la independencia del Congo).
Sus canciones, en general, hablan de la temática rastafari.
Colaboraron, entre otros, con Fermin Muguruza y Fermin Muguruza eta Dut, quien era amigo de Fidel y Pablo Molina.
En 2000 la banda se separó para luego dar comienzo a las carreras como solista de sus miembros.
En 2012 Amílcar Nadal y Pablito Molina, quienes en paralelo siguen en sus carreras como solistas, realizan algunos shows cantando temas de la banda.

### Regreso
En 2014, tras 14 años, se confirma la vuelta del grupo con sus tres integrantes. El sábado 19 de julio, en Groove, Fidel, Pablo y Amílcar vuelven a realizar un show en vivo agotando las entradas, debiendo realizar una segunda función.
Tras gran aceptación del público en general, deciden hacer una gira por Latinoamérica, la cual incluye viajes por toda la Argentina, Costa Rica, México y Colombia.

## Discografía

### Lumumba (1996)
1. Vamos a matar al Sheriff
2. Plosh
3. Mr. Brownie
4. Teach Dem
5. Rastaman
6. Selecshan
7. Quiero que saltes
8. Ficasousiño Ina de Ilha
9. Yes Back
10. Like a Lily
11. Like a vibración
12. Teach me
13. Ringdialarm
14. Peace & Justice
15. Up & Improveeee
16. Decile a mis hermanos
17. Quiero que saltes jungla
18. Vamos a matar (a capela)

### Raíces y Cultura (1997)
1. Habla Lumumba
2. Acá estamos
3. Ven en paz
4. Escuchame
5. La Vida es algo serio
6. Pusilánime
7. Solo El Tonto Se Confía
8. Señorita
9. Si Llueve
10. Preparate para volar
11. En la jungla
12. La foto de Selassie I
13. Señorita Reggae
14. Quiero que saltes (jungle)
15. La Foto (dub)
16. En La jungla (dub)
17. Escuchame (dub)

### Se viene el Bum (1999)
1. Si viene el Bum
2. Vení en paz
3. Quiero que saltes
4. Selector
5. Pusilánime
6. Like A lily
7. Tres tigres
8. Señorita
9. Vamos a matar
10. Dame la mano
11. Acá estamos
12. Fica sousinho
13. Warrior
14. En la jungla
15. Mi want a gal
16. Dame la mano (dub)

### En Vivo (2000)
1. Confucius
2. Dame la mano
3. Veni En paz
4. Chatterbox Medley
5. Se viene el boom
6. Selector
7. Señorita
8. Tres tigres